# San Quirico d'Orcia
San Quirico d'Orcia és un comune (municipi) de 2.646 habitants de la província de Siena, a la regió italiana de la Toscana, situat a uns 80 km al sud-est de Florència i uns 35 km al sud-est de Siena, dins de la Vall de l'Orcia. S'anomena així en honor de Sant Quirze.
Situat a la Via Francigena, San Quirico d'Orcia limita amb els municipis de Castiglione d'Orcia, Montalcino i Pienza.

## Llocs d'interès
La frazione de Vignoni alberga un castell, una residència dels Salimbeni al segle xii. Inclou una torre sense sostre i una església romànica, que havia allotjat un crucifix de Giambologna, ara al Museu de Montalcino. Hi ha annexe el palau (reconstruït) del segle xv "Palazzo degli Amerighi", on es va establir una trama contra els espanyols que van amenaçar la República de Siena en 1558-59.
San Quirico d'Orcia acull les següents esglésies:
- Col·legiata de San Quirico. Antiga "pieve" rural (església plebeu) del segle viii, amb una font baptismal, va ser reconstruïda en l'estructura actual al segle xii. La secció posterior va ser alterada el 1663 per afegir el cor. Té una estructura de creu llatina, amb una sola nau i capelles laterals. Notable és el portal principal, a l'estil llombard, que consisteix en un protiro decorat en pedra arenisca, amb columnes recolzades per lleons. L'arc inclou deu columnes, els capitells estan decorats amb animals i figures de vegetals, mentre que l'arquitrau té dos cocodrils enfrontats. La lluneta té una escultura d'alt relleu que suposadament retrata Sant Damas, encara que probablement és identificat amb Sant Quirze. Un portal lateral, afegit al segle xiii, s'ha atribuït a Giovanni Pisano, que es trobava a Siena en aquella època. La major part de la decoració interior data del segle xvii, mentre que el campanar va ser reconstruït en 1798-1806.
- Església romànica de San Biagio a Vignoni.
- Església de Santa Maria Assunta (finals del segle xi).
- Església de San Giovanni Battista (Sant Joan Baptista), a Bagno Vignoni.
- Església de Madonna di Vitaleta, amb una "Mare de Déu" atribuïda a Andrea della Robbia.
- Horti Leonini (1561), un exemple de jardí italià.

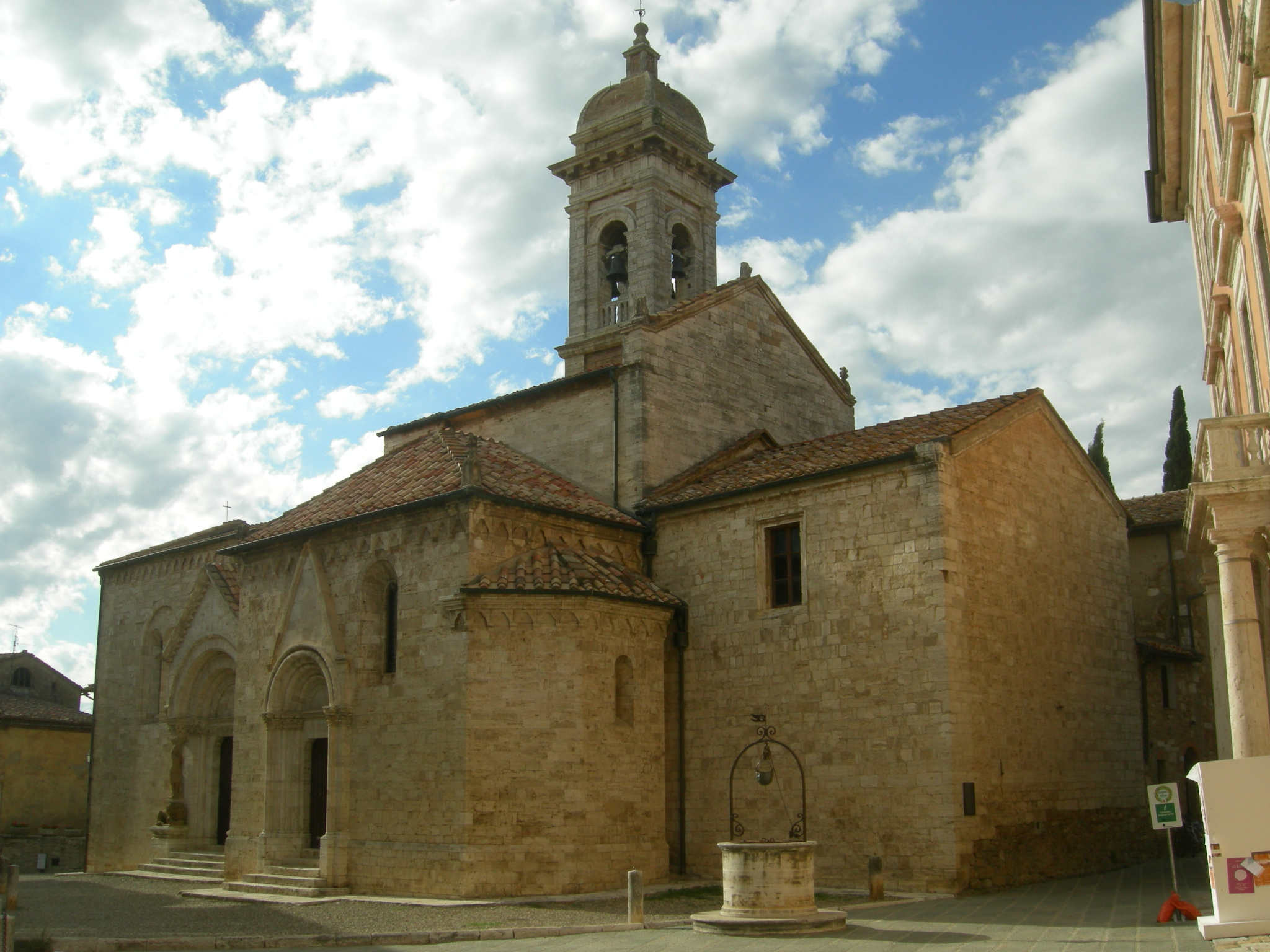
Col·legiata dels Sants Quirze i Julita de Tars.